# 卡爾瓦約區
卡爾瓦約區（西班牙語：Distrito de Ccarhuayo），是秘魯的一個區，位於該國南部庫斯科大區的基斯皮坎奇省，始建於1960年11月25日，面積313.89平方公里，海拔高度3,442米，2005年人口2,943，人口密度每平方公里9.4人。